# Juan Lozano Lozano
Para el periodista colombiano del siglo XX, véase Juan Lozano y Lozano.
Juan Lozano (Jumilla, 11 de marzo de 1610 - Monasterio de Yuste, 3 de julio de 1679) fue un religioso agustino español, obispo sucesivamente de Tropea, Mazara, Palermo y Plasencia. 

## Biografía
Ingresó en la Orden de San Agustín supuestamente en Córdoba, y tras estudiar Filosofía y Teología y ejercer como predicador y como docente en varios colegios de la orden, se graduó como maestro en Teología en la Universidad de Gandía.
Nombrado confesor del duque de Arcos Rodrigo Ponce de León, viajó con él a Italia cuando el duque fue nombrado virrey de Nápoles, y habiendo quedado vacante la diócesis de Tropea, fue propuesto por el duque, presentado por el rey Felipe IV de España y confirmado por el papa Inocencio X como obispo de la misma en 1646.  
Su estancia en la diócesis coincidió con la rebelión de Masaniello contra el gobierno español y con el terremoto que destruyó la catedral;  cursó visita ad limina y celebró sínodo en 1652.
En 1656 fue trasladado a la diócesis de Mazara, en Sicilia, donde pasaría los siguientes doce años.
A propuesta de Carlos II, en 1668 Clemente IX le promovió a arzobispo de Palermo.  El episodio más conocido de su estancia en la archidiócesis fue su actuación en la revuelta de Mesina: cuando en 1674 el virrey Fadrique de Toledo intentó suprimir el gobierno autónomo y los privilegios fiscales de Mesina, esta ciudad se alzó contra los españoles con el apoyo de Luis XIV de Francia.  Cuando la flota francesa se acercó a Palermo, Lozano, siguiendo las instrucciones del virrey, se negó a distribuir armas a la población, lo que motivó que se le acusara de traición y tuviera que huir cuando una muchedumbre asaltó el palacio episcopal.  A pesar de que poco después el Senado y la nobleza palermitanos le restituyeron su confianza, Lozano abandonó Sicilia.
A finales de 1676 regresó a España para tomar posesión como obispo de Plasencia; pasando por Génova, Barcelona, Jumilla y Madrid, llegó a la diócesis en febrero de 1678, aunque tuvo poco tiempo para ocuparse de ella: murió el año siguiente a los 69 de edad en el  monasterio de Yuste, adonde había sido trasladado para reponerse de las heridas causadas por un accidente.  
Fue sepultado en la capilla mayor del mismo monasterio.